# Hf-enkeltfag
Hf-enkeltfag er en gymnasial uddannelse. Hf-enkeltfag omfatter enkeltfag på gymnasialt niveau. De fleste fag fra de øvrige gymnasiale uddannelser kan i princippet udbydes som hf-enkeltfag. Man har således mulighed for at tage en højere forberedelseseksamen via hf-enkeltfag, der svarer til den 2-årige hf-eksamen.